# Уважение к фонду
«Уважение к фонду» (фр. Respect des fonds) — принцип в архивоведении, который предлагает группировать коллекции архивных документов в соответствии с их фондами (так же, как они хранились у фондообразователя). Это один из нескольких принципов, вытекающих из провенанса, которым руководствовались в архивном деле и описании с конца XIX века до наших дней. Это схоже с принципом недробимости архивов, который требует, чтобы «совокупность документов, полученных в результате одной и той же деятельности, должна храниться вместе». Это также тесно связано с идеей соблюдения исходного (изначального) порядка — идеей, что архивисты должны хранить документы, используя внутреннюю систему создателя (фондообразователя). Тем не менее, «уважение к фонду» отличается от этого другого основополагающего принципа происхождения тем, что касается целостности коллекции или группы документов в целом, а не организации материалов внутри этой коллекции или группы документов.

## Возникновение принципа
Большинство архивистов полагают, что принцип «уважения к фонду» ведёт своё начало от циркуляра под названием «Инструкции для работы над землей и классификации архивов департаментов» (широко известного как «Циркуляр № 14»), изданного Министерством внутренних дел Франции 24 апреля 1841 года (автор — Наталис де Вайли, начальник административного отдела Национального архива), хотя Лучиана Дуранти нашла доказательства применения этого принципа в Неаполе тремя десятилетиями ранее. В циркуляре Вайли архивистам предписывалось «собирать различные документы по фондам, то есть сформировать собрание всех документов, исходящих от организации, семьи или отдельного лица, и расположить различные фонды в соответствии с уже определённым порядком". Этот принцип получил более широкое распространение в 1839 году благодаря постановлениям, изданных французским министром народного просвещения. На данном этапе это не обязательно подразумевало уважение к de l'ordre intérieure или изначальному (исходному) порядку, поскольку французы имели обыкновение структурировать документы в рамках фондов по годам, тематике, релевантности или какой-либо другой системе. Только после возникновения немецкого Provenienzprinzip (принципа происхождения) в постановлении Прусского государственного архива в 1881 году, предписывающего архивариусу поддерживать целостность фондов и Registraturprinzip или первоначальный порядок тех же самых документов, оба принципы стали рассматриваться как столпы архивной обработки . Позднее «уважение к фонду» было продвинуто в широко известном «Руководстве для упорядочения и описания архивов» (также известном как «Голландское руководство») в 1898 году. Далее он был кодифицирован путем ратификации на Первом Международном конгрессе архивистов и библиотекарей, собравшемся в Брюсселе в 1910 г. и занял видное место в работе выдающегося британского архивариуса сэра Хилари Дженкинсона, который охарактеризовал его как «[t] он наиболее важный из все принципы управления архивами ".

## Интерпретация
Хотя «уважение к фонду» обычно считается основной концепцией архивного хранения, некоторые критики отмечают как историческую случайность его создания, так и непрактичность его применения . Критики утверждают, что уважение к фонду возникло из-за необходимости найти для начинающих архивистов упрощённый метод управления растущим объемом архивных материалов. Созданный для государственных документов, а затем широко применяемый ко всем видам архивных материалов, этот принцип не всегда хорошо переносится в другие документы, особенно в документы личного происхождения. Проблемы возникают даже при применении только к правительственным документам; фонды не всегда отражают характер и использование содержащихся в них документов, особенно если документы использовались несколькими учреждениями. Хотя оба они проистекают из желания наилучшим образом отразить происхождение, существует естественное противоречие между фондами и первоначальным порядком, поскольку документоведы могут уничтожить фонды, чтобы создать удобную для использования систему управления. Архивные процедуры подвергались критике со стороны постструктурных и постколониальных мыслителей, которые наблюдают, как власть диктует методы упорядочивания и описания материалов . Несмотря на такую критику, недавняя революция в архивном рабочем процессе, мотивированная предложением Грина и Мейснера «Больше продуктов, меньше процессов», направлена на сохранение фондов и усиливает их за счет отмены приоритета детальной обработки. В более поздних работах проводился поиск альтернативных моделей и методов, но они остаются в основном концептуальными.
Между 1930-ми и 1950-ми годами принципы уважения к фонду и недробимости фондов неоднократно обсуждались в контексте работы Секции сохранения документации Британской ассоциации архивов (служба спасения архивных материалов) в отношении этических последствий разделение связанных групп документов между разными архивными репозиториями.